# Джъджъ
Джъджъ (на китайски: 郅支; на пинин: Zhìzhī) е шанюй на хунну, управлявал в периода 55 – 36 пр.н.е.

## Биография
Той е син на шанюя Сюлу Цюенцю, след чиято смърт властта е заета от Уойен Цюди в резултат на дворцови интриги. Хухансие, по-малък брат на Джъджъ, оглавява бунт на източните родове и през 58 пр.н.е. разгромява войските на Уойен Цюди и става шанюй, но тези събития предизвикват гражданска война, в която няколко висши сановници се обявяват за шанюи и са подчинени със значителни усилия.
Около 55 пр.н.е. Джъджъ също се обявява за шанюй и постепенно установява контрол над по-голямата част на страната, като през 52 пр.н.е. Хухансие е принуден да се оттегли към границите на империята Хан и да се признае за неин васал. Джъджъ води успешни военни действия срещу усуните и възстановява властта на хунну над динлин и енисейските киргизи.
Опасявайки се от съвместни действия на Хухансие и Хан, Джъджъ се оттегля на запад в земите на кандзю. Първоначално той сключва съюз с тях, но по-късно влиза в конфликт поне с част от предводителите им. Той изгражда крепост на бреговете на Или или Талас, където през 36 пр.н.е. е обсаден от войските на Хан и загива при превземането на града.
След смъртта на Джъджъ Хухансие остава единствен шанюй на хунну.